# Ligne 100 (chemin de fer slovaque)
Pour les articles homonymes, voir Ligne 100.
La ligne 100 des chemins de fer slovaques (slovaque : Železničná trať číslo 100), également dénommée ligne de Bratislava à Devínska Nová Ves – Marchegg (ÖBB) (slovaque : Železničná trať Bratislava – Devínska Nová Ves – Marchegg (ÖBB)) relie Bratislava à la frontière autrichienne, au niveau de la ville de Marchegg. La ligne est entièrement électrifiée et en double-voie sur la quasi-totalité de son parcours, à l'exception d'une courte section au niveau du pont frontalier.

## Histoire

### Construction
La ligne de chemin de fer entre Vienne et Bratislava par Marchegg fut ouverte le 10 août 1848, devenant la première ligne ferroviaire sur le territoire de la Slovaquie actuelle. Après l'ouverture du tronçon Bratislava – Vác le 16 décembre 1850, l'axe permet de relier directement Vienne à Budapest et devient l'une des plus importantes lignes d'Autriche-Hongrie. L'Orient Express empruntait notamment ce tronçon.
Plusieurs ouvrages d'arts durent être construit pour faire passager la ligne, dont un pont de 474 m sur la rivière frontalière Morava, un pont de 215 m, ainsi qu'un tunnel de 703,6 m de long à l'entrée de Bratislava.

### Modernisation
Depuis la fin de la Guerre Froide, Autriche et Slovaquie tentent de reconnecter leurs deux réseaux à travers divers travaux de modernisation. La ligne fut ainsi entièrement électrifiée en 2015, permettant l'implémentation de navettes à traction électrique entre les capitales des deux pays dans le cadre du projet Twin City Rail. D'autres modifications sont en cours de réalisation du côté autrichien, avec la rénovation de neuf gares, dont certaines en correspondance avec le métro de Vienne, la construction d'une deuxième voie, et l'augmentation de la vitesse à 200 km/h. L'ensemble de ces modifications devrait permettre de réduire le temps de trajet entre les capitales pour atteindre 40 minutes.

### Ajout d'une nouvelle gare
En août 2021, la ŽSR a lancé un appel d'offres concernant la construction d'une nouvelle gare, Lamačská Brána, qui serait située peu après l'actuelle gare de Bratislava-Lamač. Pour un coût estimé à environ 6,4 millions d'euros, elle devrait être inaugurée fin 2023.